# Provodín
Provodín är en ort i Tjeckien. Den ligger i den norra delen av landet, 60 km norr om huvudstaden Prag. Provodín ligger 269 meter över havet och antalet invånare är 684.
Terrängen runt Provodín är platt. Runt Provodín är det ganska tätbefolkat, med 62 invånare per kvadratkilometer. Närmaste större samhälle är Česká Lípa, 8,7 km nordväst om Provodín. I omgivningarna runt Provodín växer i huvudsak blandskog.